# كلية ينبع الجامعية
كلية ينبع الجامعية هي مؤسسة غير ربحية تأسست عام 2005م (1426هـ) من قبل الهيئة الملكية للجبيل وينبع. تنطوي تحت مظلتها كلية للبنات وكلية أخرى للبنين تقدم درجة البكالوريوس : في مجالات الإدارة، علوم الحاسب الآلي، وتقنية المعلومات، واللغويات التطبيقية. تم إنجاز الحرم الجامعي الدائم الجديد للطالبات في عام 2012.
وهناك خطة لبناء الحرم الجامعي الجديد للذكور في المستقبل القريب، ومن المتوقع أن يتم الانتهاء منه في عام 2018 بإذن الله.

## الموقع
تقع الكلية الجامعية في مدينة ينبع الصناعية في المنطقة الغربية من المملكة العربية السعودية.

## التخصصات
توفر الكلية فرصة الحصول على شهادة البكالوريوس في التخصصات التالية:
- هندسة الحاسب
- هندسة التصميم الداخلي
- علوم الحاسب
- سلسلة الامدادات
- نظم المعلومات الإدارية
- الموارد البشرية
- التسويق
- اللغويات التطبيقية
- المحاسبة

## وصلات خارجية
- الموقع الرسمي